# Frans Horsthuis
Frans Theodoor Horsthuis (Apeldoorn, 14 november 1921 – Doetinchem, 19 december 2018) was een Nederlandse rooms-katholieke priester en schrijver. Horsthuis is vooral bekend geworden omdat hij rondreisde zonder vaste verblijfplaats en bezittingen.

## Levensloop
Horsthuis groeide op in Winterswijk. Hij werd in 1947 tot priester gewijd en was aangesloten bij de Derde Orde van St. Franciscus Hij werkte achtereenvolgens als kapelaan in Beek bij Loerbeek en Hengelo. Vanaf 1955 werkte de priester als godsdienstleraar op de rooms-katholieke kweekschool in Hengelo. In 1965 ging Horsthuis aan de slag als pastoor in Neede.
In de jaren zestig kwamen Frans Horsthuis en zijn broer Joop in aanraking met de aan de Youth for Christ verbonden evangelist Sidney Wilson. Zij raakten op deze manier betrokken bij de charismatische beweging. Er ontstonden verschillende katholieke gebedskringen waar, geïnspireerd door de pinksterbeweging veel aandacht was voor de gaven van de geest. Zijn activiteiten zorgden ervoor dat hij ook in protestantse kringen een zekere bekendheid genoot.
Na een bezoek aan Israël in 1968 gooide Horsthuis zijn levenswijze om. Horsthuis vond dat christenen de kerk tot een organisatie hadden gemaakt die was gebouwd op geld, wereldse structuren en wetenschap. Vanaf dat moment begon hij rond te reizen door zonder bezit en vaste woonplaats. Hij reisde door heel Europa en bezocht vooral vaak de landen achter het IJzeren Gordijn. Sinds 2010 woonde Horsthuis in Doetinchem.